# Thomas Sexton
Thomas Sexton (ur. 19 listopada 1998 w Invercargill) – nowozelandzki kolarz torowy i szosowy, brązowy medalista mistrzostw świata.

## Kariera
Pierwsze medale w karierze zdobył w 2016 roku, podczas torowych mistrzostw świata juniorów w Aigle. W drużynowym wyścigu na dochodzenie zwyciężył, a w madisonie zajął drugie miejsce. Na rozgrywanych trzy lata później mistrzostwach świata w Pruszkowie zdobył brązowy medal w scratchu. W zawodach tych wyprzedzili go tylko Australijczyk Sam Welsford i Yudai Nitta z Japonii. Kolejne dwa medale zdobył na igrzyskach Wspólnoty Narodów w Birmingham w 2022 roku, gdzie zdobył złoty medal w drużynowym wyścigu na dochodzenie, a w wyścigu indywidualnym był drugi.